# Reino de Avanti
Avanti fue un importante reino del noroeste-centro de la India, del cual se tienen noticias desde el siglo VI a. C. Fue uno de los estados gobernados por los reyes de la casta chatría (guerreros) de los iádavas y fue además una de las cuatro grandes monarquías indias donde floreció el budismo (las otras tres fueron Kosala, Vatsa y Magadha).
El reino de Avanti estaba inicialmente dividido por el río Vetravati en un territorio del norte y otro del sur: la ciudad de Mahissati (en sánscrito Mahisha Mati) era la capital del sur y Uyyain (en sánscrito Ujjayini) la del norte. Pero en la época de Majavirá (el creador del yainismo) y Buda (el creador del budismo), Uyyaini era la capital de todo Avanti. La Ujjayani del pasado se conoce actualmente como Uyyain, una ciudad del estado de Madhia Pradesh a lo largo del río Kshipra, un tributario del río Charmanuati, a su vez tributario del Ganges. El país de Avanti aproximadamente corresponde a Malwa, la región occidental del estado de Madhia Pradesh; Nimar corresponde al suroccidente del mismo estado y algunas zonas adyacentes.
Tanto Mahismati como Uyyaini estaban sobre la Dakshina-patha (‘carretera del sur’), que se extendía desde Rayagrija hasta Pratisthana (la actual Patna). 
El rey Nandivardhana de Avanti fue derrotado por el rey Shishunaga de Magadha, y Avanti pasó a ser parte del Imperio magadha.
De acuerdo con el Majábharata (texto épico-religioso del siglo III a. C.), el dios Krisná y su hermano Balaram recibieron su educación en el pobre ásram gurukula del sabio Sandipani Muni a orillas del río Ksiprá, cerca de la actual Uyyain.
Históricamente, Avanti fue un centro muy importante del budismo y algunos de los principales theras y theris nacieron o residieron allí. 